# Dialecto valdostano
El dialecto valdostano (en francés, patois valdôtain; en valdostano, patoué valdotèn), definido localmente como patois, es una variedad dialectal del idioma arpitano que se habla en la región autónoma del Valle de Aosta en Italia.

## Descripción
Se trata de uno de los tres idiomas tradicionales de la región lingüística galorromana, con el occitano al sur, y el francés (lengua de oil y sus dialectos) al norte.
Aunque sea el dialecto que ha resistido mejor al francés, en años recientes ha ido perdiendo hablantes en favor del italiano y el francés.